# Keith Emerson
Keith Noel Emerson (Todmorden, 2 de novembro de 1944 — Santa Monica, 10 de março de 2016) foi um pianista e compositor britânico. Tocou em diversas bandas, mas apenas atingiu sucesso comercial no final dos anos 1960 com a banda The Nice. Em 1970, após abandonar o The Nice fundou a banda Emerson, Lake & Palmer (ELP), um dos primeiros supergrupos. Quando o ELP acabou, por volta de 1979, Emerson teve sucesso modesto em outras bandas como Emerson Lake & Powell, 3 e algumas reuniões do ELP no começo da década de 1990. Em 2002, ele reuniu o The Nice e saiu em turnê e, em 2006, saiu em turnê com a The Keith Emerson Band.

## Biografia
Emerson nasceu em Todmorden, Yorkshire, mas cresceu na região costeira de Worthing, West Sussex, na Inglaterra. Quando criança, aprendeu música clássica ocidental por meio de aulas particulares.  Ficou intrigado com um órgão Hammond depois de ouvir o tecladista de jazz Jack McDuff tocar "Rock Candy", e com isto acabou escolhendo este órgão para ser seu instrumento na primeira metade dos anos 60 quando entrou para os T-Bones. O interesse por jazz e suas harmonias lhe deu inspiração para criar seu próprio estilo, que combina música erudita, jazz e temas do rock. Em 1969, Emerson incorporou um sintetizador Moog a seus teclados. 
É falsa a informação que Keith Emerson foi o primeiro artista a sair em turnê com um sintetizador Moog. Esse marco é de Herb Deutsch, que tocou no Town Hall de Nova York no Natal de 1965. . Outros músicos como John Cage, LaMonte Young, Richard Teitelbaum, Gershon Kingsley,  John Eaton, Chris Swansen, Doug McKechnie também precederam Emerson no uso do Moog ao vivo.
É conhecido por ser um virtuoso e por suas espalhafatosas apresentações ao vivo, em que “fritava” teclas específicas de seu órgão Hammond durante seus solos, tocava o órgão de cabeça para baixo enquanto o instrumento ficava em cima dele, e fazia com que o piano ficasse girando enquanto o tocava. Juntamente com seus contemporâneos Richard Wright, do Pink Floyd, Tony Banks, do Genesis, e Rick Wakeman, do Yes, Emerson é amplamente considerado um dos melhores tecladistas do rock progressivo, dono de uma tecnica muito apurada. Inclusive seu estilo agressivo de tocar piano lhe rendeu uma série de complicações nos seus punhos.
Uma característica marcante das músicas de Keith Emerson são seus arranjos de rock para composições eruditas, de autores que iam desde Bach e Modest Mussorgsky até compositores do século XX como Béla Bartók, Aaron Copland e Alberto Ginastera.
No final da década de 1960 fundou a banda The Nice junto do guitarrista O'List, Lee Jackson (baixo e vocal) e o baterista Brian Davison, sendo seu principal sucesso comercial uma versão instrumental de “America, de Leonard Bernstein.
No começo de 1970 Emerson termina com o The Nice, e se une ao baixista Greg Lake após conhece-lo nos bastidores de uma turnê nos EUA. Juntos, eles tiram o baterista Carl Palmer da banda Atomic Rooster, e formam a Emerson, Lake & Palmer. Na época foi divulgado rumor sobre o interesse de Jimi Hendrix entrar na banda, porém foi desmentido pelo próprio Lake.
Em 2004 Emerson publicou sua aclamada autobiografia, intitulada "Pictures of an Exhibitionist" (uma referência ao disco "Pictures At An Exhibition" do ELP), que perpassa toda a sua carreira, enfocando especialmente o começo, com o The Nice, e a cirurgia de enxerto nervoso na mão direita que quase acabou com ela, em 1993.
Emerson foi responsável pela trilha sonora de vários filmes a partir de 1980, como Inferno e World of Horror, de Dario Argento, e os filmes de 1981 Nighthawks, Genma Taisen e Godzilla: Final Wars. Ele também foi o compositor da curta série de televisão Iron Man, de 1994. Atualmente há um documentário sobre sua vida sendo produzido, sem previsão de lançamento.

### Morte
Keith Emerson cometeu suicídio com um tiro na cabeça em sua casa em Santa Monica, no dia 10 de março de 2016, aos 71 anos. De acordo com sua namorada, Mari Kawaguchi, ele vinha apresentando um comportamento depressivo e ansioso em virtude de críticas que vinha recebendo pela internet, uma vez que seu problema no nervo da mão direita vinha limitando suas performances.